# 山下泰則
山下 泰則（やました やすのり、1957年〈昭和32年〉6月7日 - ）は、南海放送（RNB）の男性アナウンサー。愛媛県南宇和郡愛南町（旧・城辺町）出身。

## 人物
愛媛県立南宇和高等学校、明治学院大学卒業。1981年RNBに入社。剣道2段の資格を持つ。
2017年6月30日付けで定年退職したが、南海放送のホームページ内にある同局アナウンサー一覧では、引き続きアナウンサーとして扱われており、担当番組「山下泰則のモーニングディライト」も出演を継続している。

## 担当番組
- なんかいNEWS・なんかいNEWSファイナル（テレビ）
- 愛媛新聞ニュース（ラジオ）
- モーニングディライト（ラジオ）

## 過去に担当した番組
- おかえりテレビ（月～木）
- ビッグモーニング（テレビ、愛媛担当リポーター、1992年9月まで）
- ズームイン!!朝!（テレビ、愛媛担当リポーター、1992年10月以降）
あいテレビ開局によりJNN[3]番販ネットからNNSラインネットに変わり、『ズームイン!!』のRNB初代キャスターに就任[4]。山下の降板後は女性アナウンサーが担当するようになった。
- きっとヒット歌謡曲（ラジオ）[1]

生放送中に突然一般家庭を訪問し、コーヒーを飲んでくるというコーナー「奥様コーヒーを飲ませてください」を担当。確率はおよそ10軒中3軒の割合だったという。
- YAMA-DON（ラジオ）
- SOね山ちゃんどんどんワイド（ラジオ）